# Ciudad del Encanto
Ciudad del Encanto è una formazione naturale nel deserto della Bolivia . Tradotto dalla spagnolo significa "Сittà del fascino".

## Geografia
Situato in una zona desertica, lontano da autostrade e insediamenti, sul territorio del Dipartimento di Potosí nella provincia di Sud Lípez, 200 km a sud-ovest della città di Potosí.

## Geologia
È un enorme blocco di rocce solide di origine vulcanica, di diversi chilometri di diametro. In alcuni luoghi ci sono piccoli anfratti.

## Altri progetti

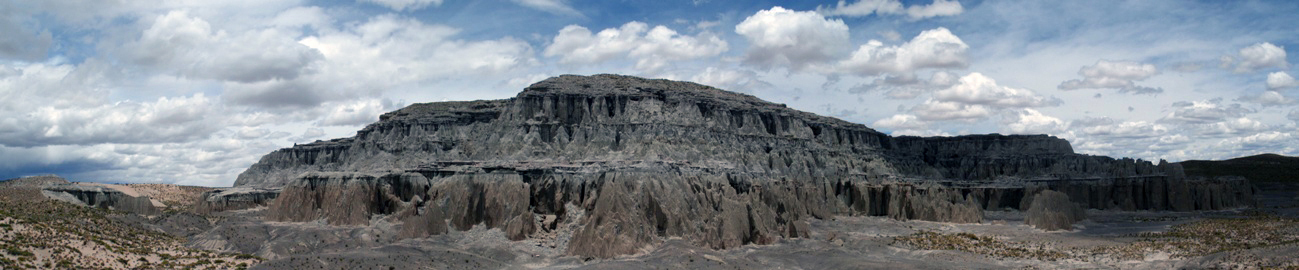
Ciudad del Encanto, foto panoramica dal libro di Pinchuk Viktor "Duecento giorni in America Latina" (in russo)

## Galleria d'immagini

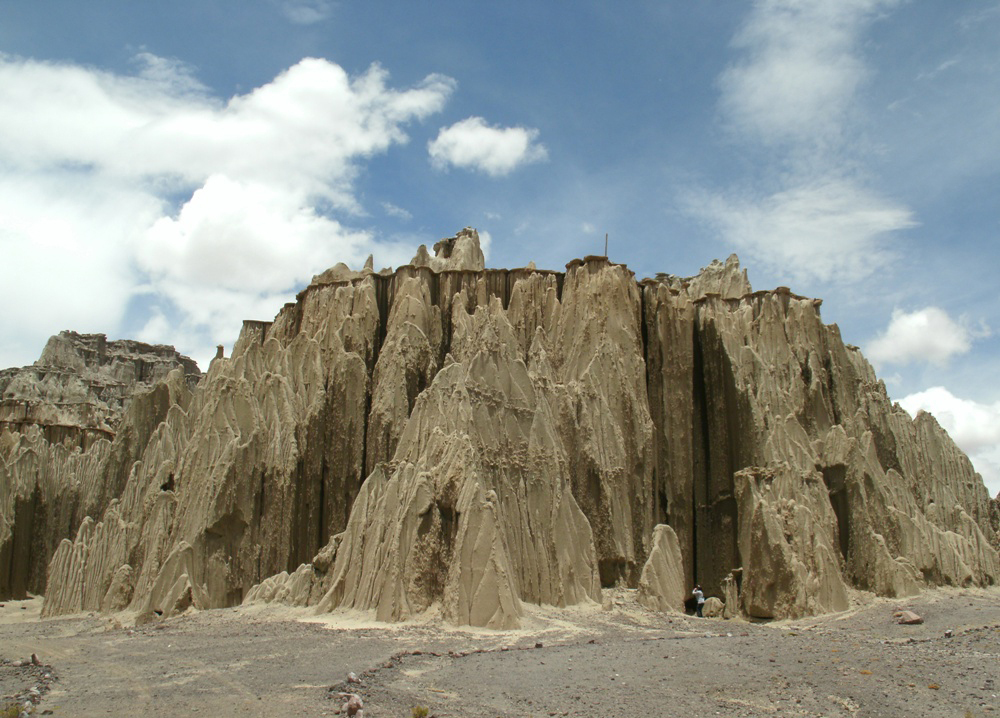
Ciudad del Encanto (1)
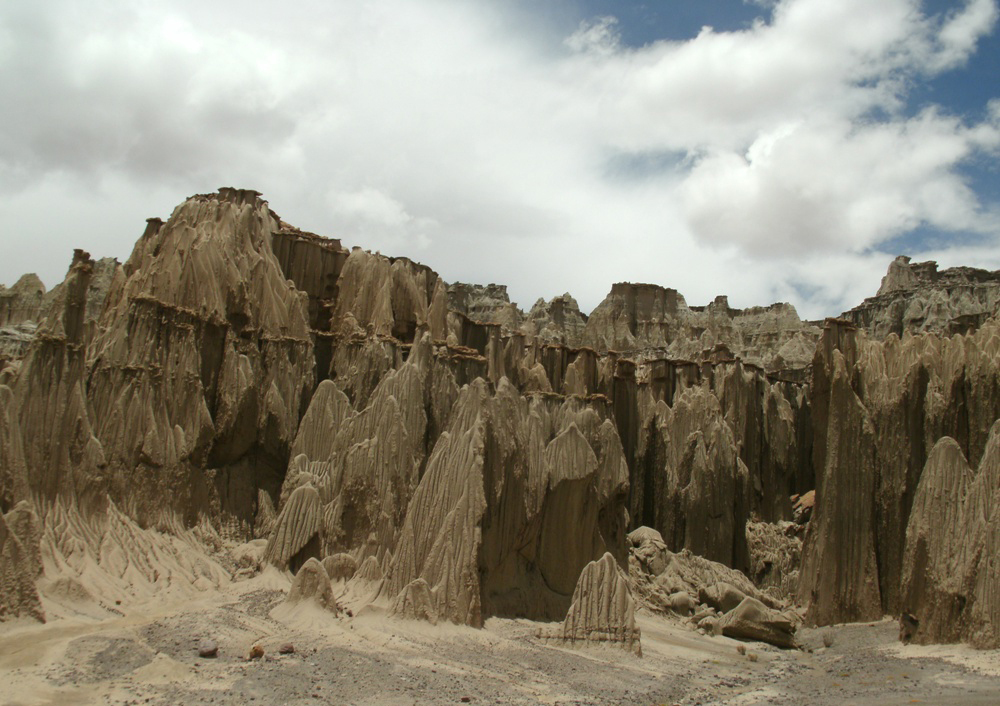
Ciudad del Encanto (2)
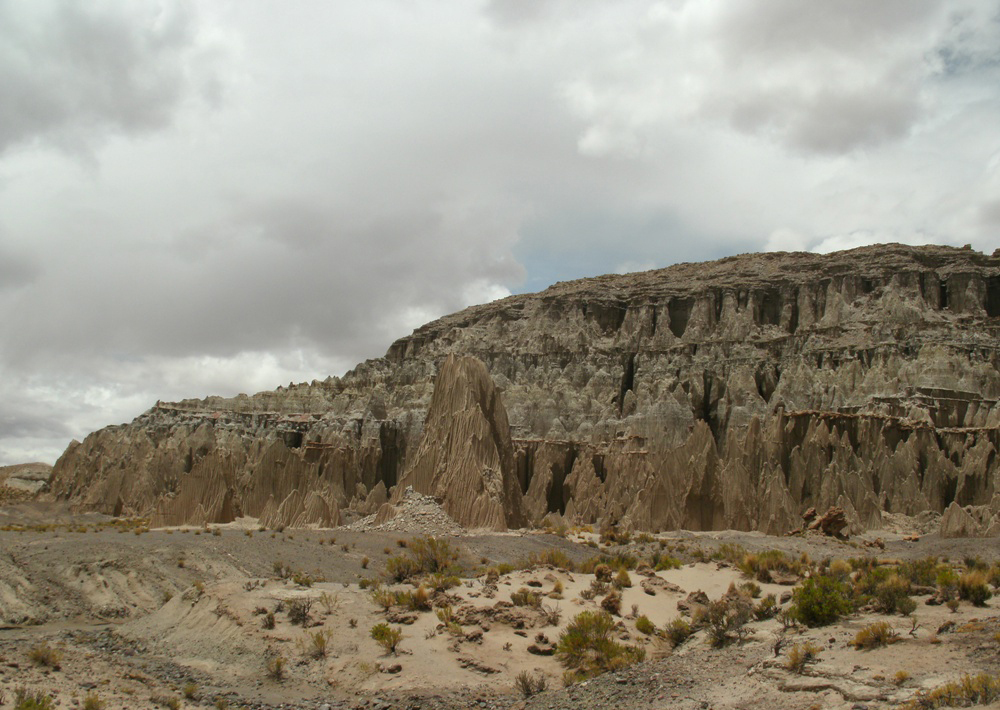
Ciudad del Encanto (3)
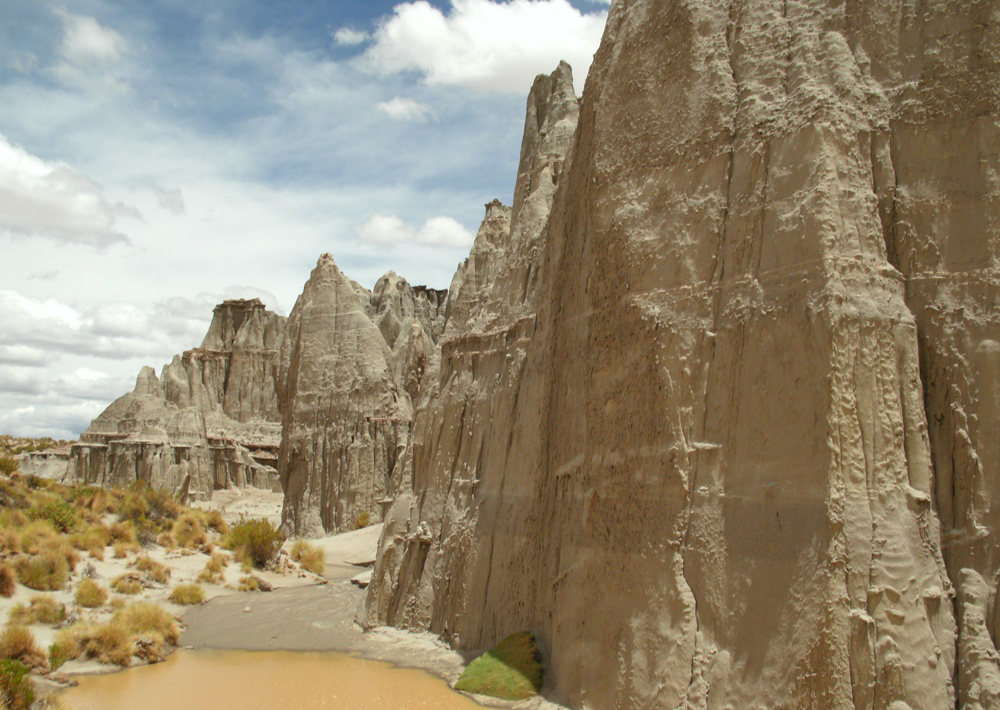
Ciudad del Encanto (4)
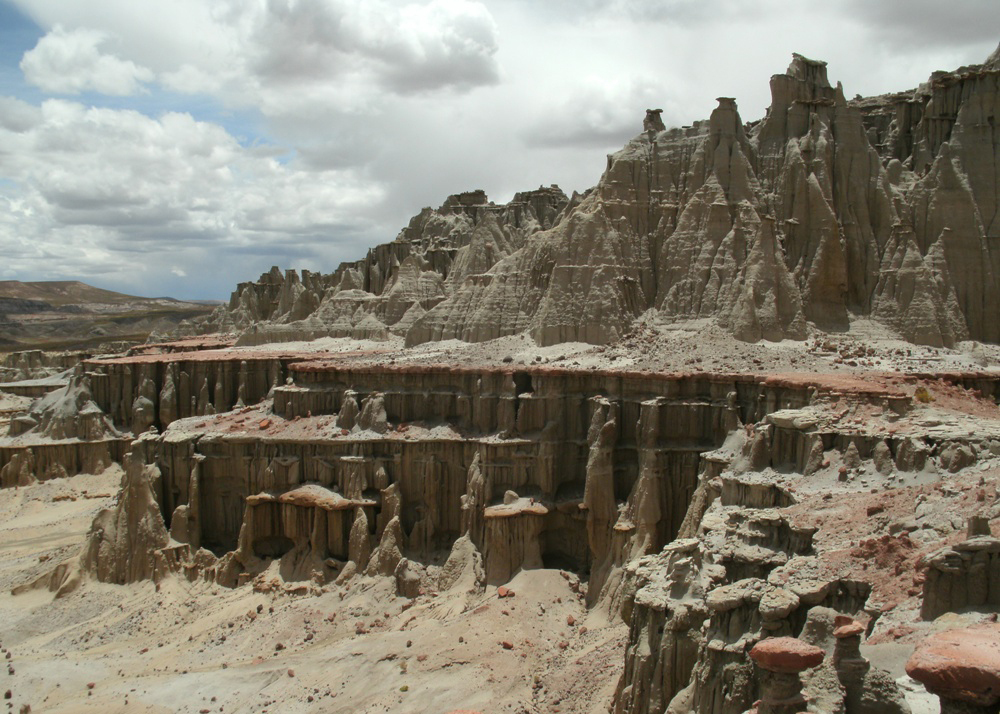
Ciudad del Encanto (5)